# サーペンタイン・レイク

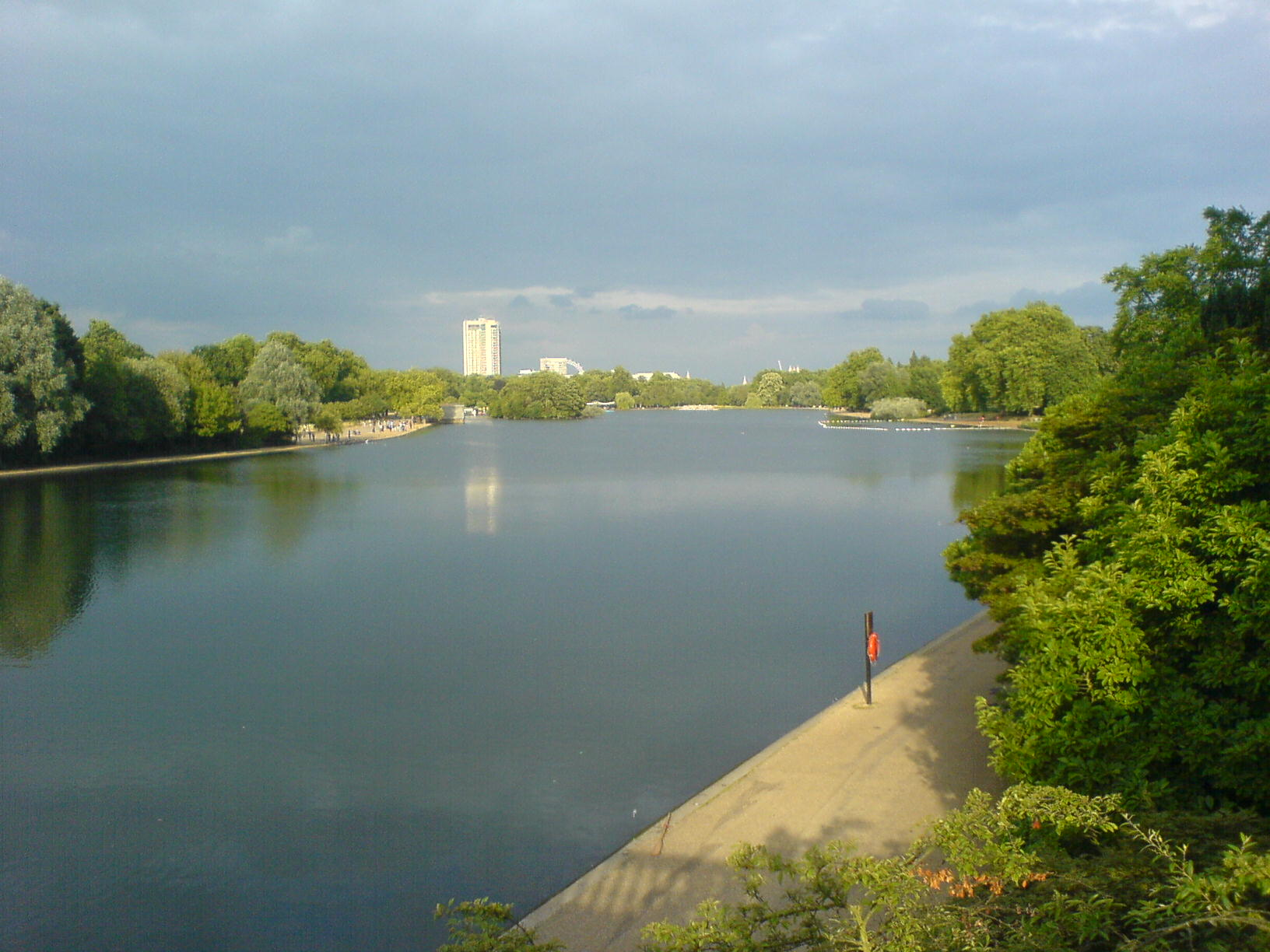
サーペンタイン・レイク（サーペンタイン橋から東を望む）

サーペンタイン・レイク（Serpentine）はイギリス・ロンドン中心部ウェストミンスターに位置するハイド・パーク内に存在する人工の池。1730年にジョージ2世の妻キャロライン・オブ・アーンズバックの命によってウェストボーン川をせき止めることにより建造された。
当時ウェストボーン川の周囲には11の池が存在していた。イギリスではレイクではなくサーペンタインあるいはサーペンタイン・リバーと呼ぶ。名称の由来は池の形状が蛇（serpentine）に似ていたことに由来する。
水深は5-6mでアヒルや鴨、白鳥が羽を休めている光景を見ることができる。サーペンタイン・ギャラリーは池の西方ケンジントン・ガーデンズ内に存在し、南にはダイアナ・プリンセス・オブ・ウェールズ・メモリアルが建てられている。途中にサーペンタイン橋（Serpentine bridge）が架かっており、その向こうの西側はロング・ウォーターと呼ばれる。
サーペンタインでは貸しボートや水泳を楽しむことができる。毎年元旦には勇気ある者たちが氷を割って池に飛び込む光景を見ることができる。2002年には国際ボート選手権が開催され、547ヤード（50m）のレースを競い合った。2012年のロンドンオリンピックにおいてはトライアスロン競技における水泳の開催場所となったが、先述のとおり多くの鳥が生息しているため糞やそれによる藻の発生により泳ぎにくかったり異臭がするなど快適な環境とは言えず、水質の改善が求められた。